# Lunar Rescue
Lunar Rescue är titeln på ett arkadspel utvecklat av det japanska företaget Taito, utgivet i november 1979. Spelet är en blandning mellan Space Invaders och Lunar Lander. Spelet finns återutgivet på en spelsamling kallad Taito Legends 2 (2006).

### Fotnoter
1. ↑  ”Lunar Rescue” (på engelska). Mobygames. 1 november 1979. https://www.mobygames.com/game/arcade/lunar-rescue___. Läst 22 juli 2019.